# Нойкина
Нойкина (нем. Neukyhna) — бывшая коммуна на севере немецкой федеральной земли Саксония. С 1 января 2013 года входит в состав общины Видемар.
Подчиняется административному округу Лейпциг и входит в состав района Северная Саксония.  
На 31 декабря 2011 года население Нойкины составляло 2379 человек. Занимает площадь 40,25 км². Официальный код  —  14 3 74 250.
Коммуна подразделялась на 8 сельских округов.